# Красноборський район
Краснобо́рський муніципа́льний райо́н — адміністративна одиниця Росії, Архангельська область. До складу району входять 7 сільських поселень.
| Росія | Це незавершена стаття з географії Росії. Ви можете допомогти проєкту, виправивши або дописавши її. |